# العلاقات الجنوب إفريقية اللبنانية
العلاقات الجنوب أفريقية اللبنانية هي العلاقات الثنائية التي تجمع بين جنوب أفريقيا ولبنان.

## مقارنة بين البلدين
هذه مقارنة عامة ومرجعية للدولتين:
| وجه المقارنة                                              | جنوب أفريقيا | لبنان                                                                |
| --------------------------------------------------------- | --- | -------------------------------------------------------------------- |
| المساحة (كم2)                                             | 1.22 مليون | 10.45 ألف                                                            |
| عدد السكان (نسمة)                                         | 57.73 مليون | 6.10 مليون                                                           |
| الكثافة السكانية (ن./كم²)                                 | 47.32 | 583.73                                                               |
| العاصمة                                                   | بريتوريا، بلومفونتين، كيب تاون | بيروت                                                                |
| اللغة الرسمية                                             | لغة إنجليزية، اللغة الأفريقانية، اللغة النديبلي الجنوبية، اللغة السوثو الشمالية، اللغة السوتية، لغة سوازي، اللغة التسونجا، اللغة التسوانية، اللغة الفيندية، اللغة الكوسية، اللغة الزولوية | اللغة العربية، لغة فرنسية                                            |
| العملة                                                    | راند جنوب أفريقي | ليرة لبنانية                                                         |
| الناتج المحلي الإجمالي (بليون دولار)                      | 349.42 مليار | 51.84 مليار                                                          |
| الناتج المحلي الإجمالي (تعادل القوة الشرائية) بليون دولار | 725.91 مليار | 81.54 مليار                                                          |
| الناتج المحلي الإجمالي الاسمي للفرد دولار أمريكي          | 5.72 ألف | 8.05 ألف                                                             |
| الناتج المحلي الإجمالي للفرد دولار أمريكي                 | 13.05 ألف | 17.46 ألف                                                            |
| مؤشر التنمية البشرية                                      | 0.666 | 0.769                                                                |
| رمز المكالمات الدولي                                      | +27 | +961                                                                 |
| رمز الإنترنت                                              | .za | .lb                                                                  |
| المنطقة الزمنية                                           | ت ع م+02:00، أفريقيا/جوهانسبرغ ‏ | ت ع م+02:00، ت ع م+03:00، توقيت شرق أوروبا، توقيت شرق أوروبا الصيفي ‏ |

## منظمات دولية مشتركة
يشترك البلدان في عضوية مجموعة من المنظمات الدولية، منها:
| علم المنظمة | اسم المنظمة                        | تاريخ انضمام جنوب أفريقيا | تاريخ انضمام لبنان |
| ----------- | ---------------------------------- | ------------------------- | ------------------ |
|             | مؤسسة التنمية الدولية              | 12 أكتوبر 1960            | 10 أبريل 1962      |
|             | يونسكو                             | 4 نوفمبر 1946             | 4 نوفمبر 1946      |
|             | وكالة ضمان الاستثمار متعدد الأطراف | 10 مارس 1994              | 19 أكتوبر 1994     |
|             | الأمم المتحدة                      | 7 نوفمبر 1945             | 24 أكتوبر 1945     |
|             | الاتحاد البريدي العالمي            | ?                         | ?                  |
|             | البنك الدولي للإنشاء والتعمير      | 27 ديسمبر 1945            | 14 أبريل 1947      |
|             | الاتحاد الدولي للاتصالات           | 1910                      | 12 يناير 1924      |
|             | منظمة حظر الأسلحة الكيميائية       | ?                         | ?                  |
|             | مؤسسة التمويل الدولية              | 3 أبريل 1957              | 28 ديسمبر 1956     |
|             | منظمة الشرطة الجنائية الدولية      | ?                         | ?                  |

## أعلام
هذه قائمة لبعض الشخصيات التي تربطها علاقات بالبلدين:
- ألان توماس (لاعب كرة قدم جنوب أفريقي، 14 ديسمبر 1990 – )
- بيير عيسى (لاعب كرة قدم جنوب أفريقي، 11 سبتمبر 1975 – )
- جنوب إفريقي لبناني
- جوزيف رحمة (لاعب كرة مضرب جنوب أفريقي، 16 مايو 1971 – )
- ستيفن سعد (رجل أعمال جنوب أفريقي، 1964 – )
- فيك تويل (ملاكم جنوب أفريقي، 12 يناير 1928 – 15 أغسطس 2008)
- كين كوستا (مصرفي جنوب أفريقي، 31 أكتوبر 1949 – )
- ويلي تويل (ملاكم جنوب أفريقي، 6 أبريل 1934 – 25 ديسمبر 2017)

## وصلات خارجية
- موقع وزارة الخارجية الجنوب أفريقية